# Tỷ giá hối đoái thả nổi
Trong kinh tế vĩ mô và chính sách kinh tế, tỷ giá hối đoái thả nổi (hay còn gọi là tỷ giá hối đoái biến động) là một chế độ tỷ giá trong đó giá trị của một đồng tiền được phép dao động trên thị trường ngoại hối, tỷ giá hối đoái thực tế không bị giới hạn bởi tính ngang giá được xác định và vận động một cách tự do dựa trên mối quan hệ tương quan của cung và cầu giữa các đồng tiền có trên thị trường hối đoái. 
Trên thế giới, phần lớn các đồng tiền quốc gia được thả nổi (có điều tiết), bao gồm những đồng tiền được trao đổi nhiều nhất hiện tại như Đôla Mỹ, Đồng Euro, đồng Franc của Thuỵ Sĩ, Rupee Ấn Độ, đồng Sterling của Anh, Yên Nhật Bản và Đô La Úc. Các ngân hàng trung ương vẫn sẽ tham gia thị trường để nhằm mục đích điều tiết tỷ giá hối đoái thả nổi. Đồng Đô La Canada có thể nói là tương đồng nhất với một đồng tiền thả nổi hoàn toàn, bởi Ngân hàng trung ương của quốc gia này đã không can thiệp vào giá trị của nó kể từ năm 1998. Theo sau đó là đồng Đô La Mỹ, với rất ít sự điều chỉnh về nguồn dự trữ ngoại tệ. Trái lại, Nhật Bản và Vương quốc Anh lại can thiệp lớn hơn trong việc điều tiết tỷ giá, còn Ấn Độ có mức độ can thiệp ở ngưỡng tầm trung.
Từ năm 1946 đến đầu thập niên 70s, hệ thống Bretton Woods quy định về tỷ giá cố định, với giá trị đồng tiền tính ngang với giá vàng, được áp dụng rộng rãi. Tuy nhiên, vào năm 1971, Mỹ đã quyết định bãi bỏ việc quy đổi hàm lượng vàng của mỗi đơn vị tiền giấy là 1/35 ounce vàng, từ đó mà đồng tiền của quốc gia này đã bắt đầu được thả nổi. Sau kết thúc của Hiệp định Smithsonian vào năm 1973, phần lớn các quốc gia đã bắt đầu làm điều tương tự, áp dụng hệ thống tỷ giá hối đoái thả nổi. Tuy nhiên một vài quốc gia, điển hình là phần lớn các nước Ả Rập ở khu vực Trung Đông, đã gán giá trị đồng tiền của họ vào một ngoại tệ khác, dẫn tới tỷ lệ phát triển chậm hơn. Khi một đồng tiền được thả nổi, lưu lượng được sử dụng làm công cụ quản lý chính sách lưu thông tiền tệ thay cho tỷ giá hối đoái.

## Tính hợp lí kinh tế
Một vài chuyên gia trong lĩnh vực kinh tế cho rằng tỷ giá hối đoái thả nổi sẽ có lợi hơn tỷ giá cố định trong hầu hết trường hợp. Bởi tỷ giá hối đoái thả nổi có khả năng tự điều chính, nó cho phép một quốc gia có thể giảm thiểu ảnh hưởng từ các cú sốc kinh tế và các chu kỳ kinh doanh ngoại hối, đón trước những dự báo khủng hoảng cán cân thanh toán quốc tế. Tuy nhiên, sự biến động của tỷ giá hối đoái thả nổi cũng có thể tạo ra sự khó đoán, gây nên những bất lợi cho chiến lược hoạt động các doanh nghiệp trong tương lai.
Trong một vài trường hợp, tỷ giá hối đoái thả nổi có thể đảm bảo sự ổn định. Điều này có thể không chính xác, nếu xét hậu quả mà các quốc gia phải hứng chịu sau khi cố gắng giữ cho giá trị tiền tệ quốc gia cao hơn so với những nước khác, ví dụ như Vương quốc Anh hay các nước Đông Nam Á trước khủng hoảng tài chính Châu Á năm 1997.
Các cuộc tranh luận về việc nên chọn giữa tỷ lệ cố định hay tỷ lệ hối đoái thả nổi đã được hình thức hoá bởi mô hình Mundell–Fleming. Mô hình này cho rằng một nền kinh tế (hoặc chính phủ) không thể đồng thời giữ vững tỷ lệ hối đoái cố định, di chuyển vốn miễn phí, và một chính sách tiền tệ độc lập. Nó chỉ có thể kiểm soát được 2 trên 3 yếu tố này và để cái còn lại chịu ảnh hưởng từ các tác nhân thị trường.
Luận điểm chính ủng hộ việc sử dụng tỷ giá hối đoái thả nổi xuất phát từ việc tỷ giá này cho phép các chính sách kinh tế trở nên đa dạng về mục đích. Trái lại, những chính sách sử dụng tỷ giá cố định có mục đích duy nhất là đảm bảo tỷ giá đối hoái ở một mức cố định. Một hệ thống sử dụng tỷ giá hối đoái thả nổi tạo điều kiện cho bên hoạch định chính sách tiền tệ có thể theo đuổi những mục tiêu khác nhau, ví dụ như cân bằng tỷ lệ có việc làm và giá cả.
Khi tiền tệ bị mất giá hoặc tăng giá trầm trọng, ngân hàng trung ương sẽ can thiệp để ổn định lại đồng tiền. Do đó, các chính sách liên quan đến thả nổi đồng tiền sẽ được gọi là chế độ thả nổi có điều tiết. Ngân hàng trung ương có thể cho thả nổi đồng tiền giới hạn trong một khoản giữa “giá trần và giá sàn”. Ngân hàng trung ương quản lý tỷ giá hối đoái thả nổi bằng cách mua vào hoặc bán ra các lô lớn để trợ giá. Nếu xảy ra trường hợp thực hiện buôn bán trao đổi bên ngoài phạm vi thả nổi tỷ giá, ngân hàng trung ương sẽ thực thi hình phạt tới đối tượng thực hiện.

## Sự phản đối tỷ giá thả nổi
Tỷ giá thả nổi tự do khiến cho thị trường giao dịch ngoại tệ biến động bất thường. Vài chuyên gia kinh tế tin rằng điều này có thể dẫn tới những hệ luỵ khôn lường, đặc biệt đối với những nền kinh tế đang phát triển. Các nền kinh tế này có khu vực tài chính mang một hoặc một số những đặc điểm sau:
- Phải chịu trách nhiệm pháp lý lớn trong đôla hoá
- Dễ chịu tổn thương tài chính
- Chịu ảnh hưởng mạnh mẽ từ các bản báo cáo kế toán

Các quốc gia đang phát triển phản đối gay gắt việc thả nổi tiền tệ, bởi tỷ giá hối đoái danh nghĩa của nền kinh tế họ chỉ gặp những biến đổi nhỏ, nhưng lại phải nhận về những cú sốc kinh tế, tỷ lệ lãi suất và biến đổi trong nguồn dự trữ lớn hơn nhiều.
Kể từ thập niên 1990, càng có nhiều quốc gia phản đối việc áp dụng chính sách tỷ giá hối đoái thả nổi.